# Костел Різдва Пречистої Діви Марії і Святого Щепана першого мученика (Золотий Потік)
Костел Різдва Пресвятої Діви Марії і святого Домініка, раніше костел Різдва Пресвятої Діви Марії і святого Стефана першого мученика в Золотому Потоці — діючий парафіяльний храм у селищі Золотий Потік Чортківського району Тернопільської области. Пам'ятка архітектури місцевого значення, охоронний номер 1851.

## Коротка історія

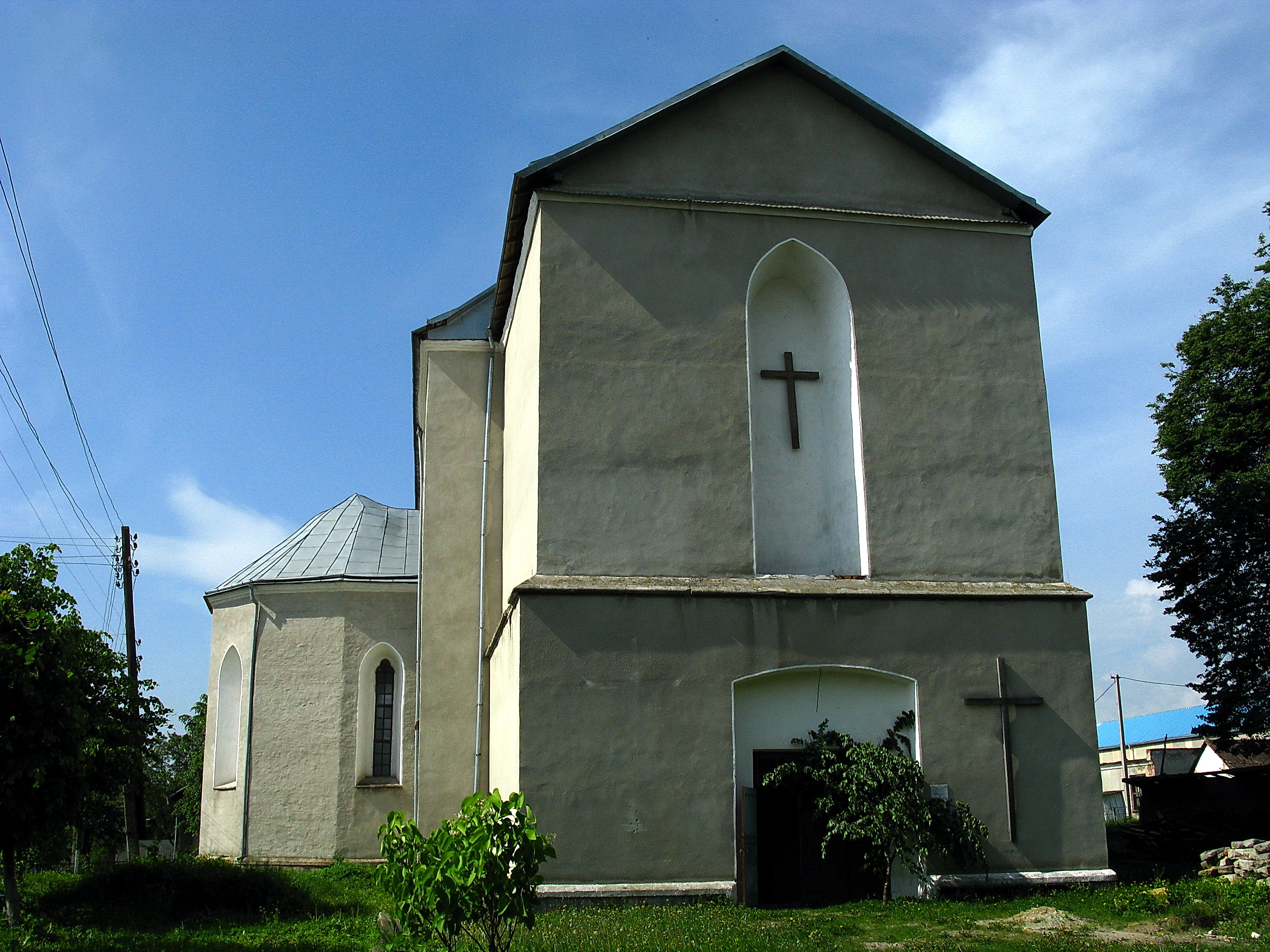
Стан 2010 року

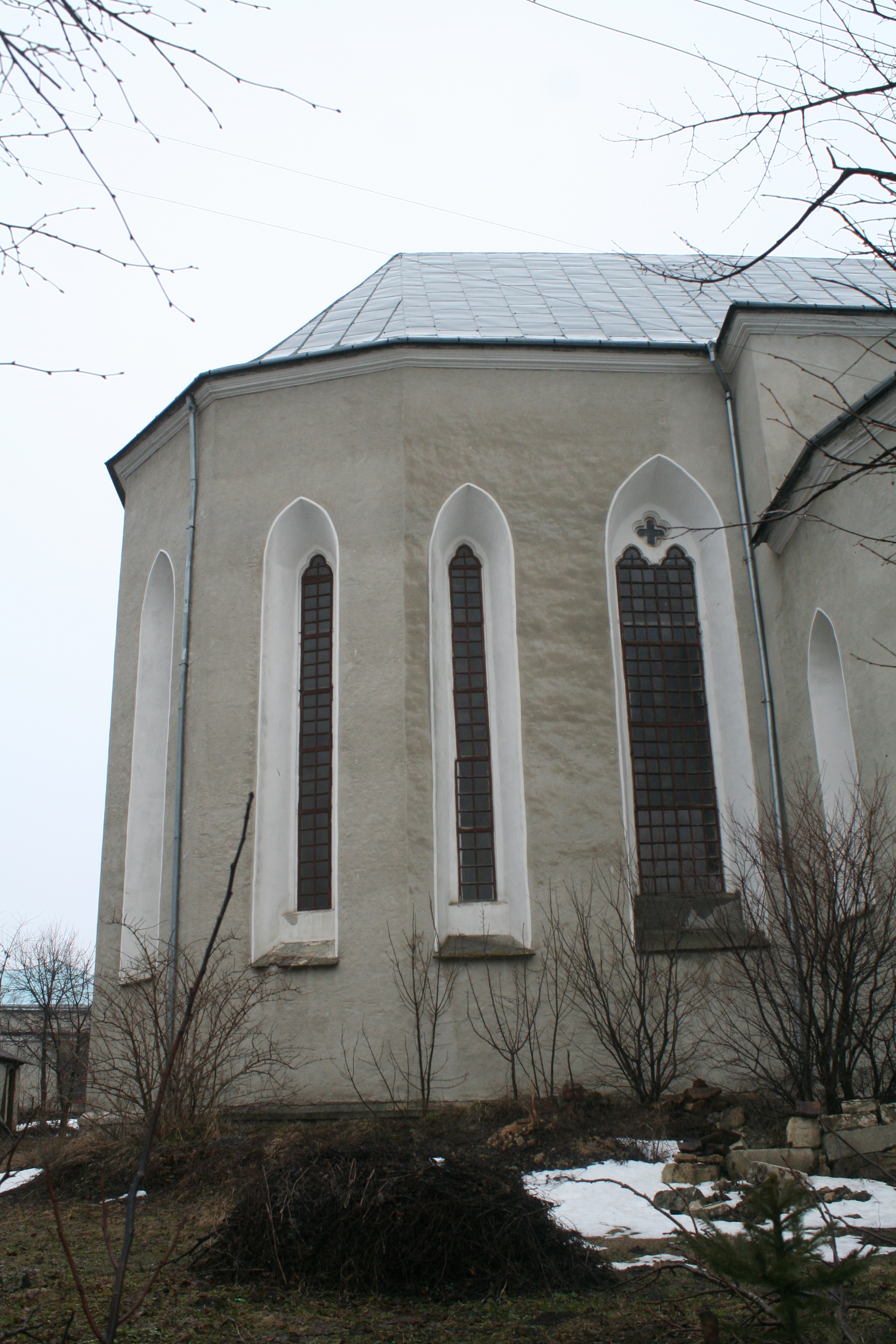
Апсида, масверк, квітень 2013

Костел у Золотому Потоці існував, ймовірно, уже в 1602 році, оскільки в костельному архіві перед 1933 роком була книга хрещень за 1602—1647 роки. Будівництво цього храму, фундатором якого був дідич міста Стефан Потоцький (за даними о. Шимона Окольського ТІ)[джерело?], за даними Яна Островського, розпочала вдова Стефана Потоцького Марія Могилянка і закінчене 1634 року коштом та сприянням тієї ж Марії Могилянки із синами Пйотром, Павлом та Яном. Текст був на дерев'яній таблиці, яка розташовувалася в костелі. У 1643 році о. Шимон Окольський ТІ опублікував текст надгробної епітафії Стефана Потоцького, 1646 року описав вигляд надгробка дідича міста (його поховали в крипті костелу): саркофаг був оздоблений срібними свічниками, біля нього висіла хоругва надгробна зі срібними оздобами. Також у костелі була ікона Матері Божої, оздоблена короною; біля неї складали дари (зокрема, срібні речі). Під час Хмельниччини костел занедбали.
У 1654 році:
- столяр П'ясецький виконував столярні роботи в храмі, були видані кошти для вівтаря святого Домініка (розмальовував маляр Лукаш), який встановили в каплиці Матері Божої Рожанцевої (пол. Matka Boska Różańcowa, ікона святого Домініка перевезена до Єзуполя на консервацію, вона була оздоблена шатами з короною, лілією, книгою);
- столяр П'ясецький та маляр Лукаш виготовили шафу для братських речей;
- зібране срібло, відвезено до Бучача, золотник Китайка привіз виготовлений з того срібла ліхтарик вагою 2 гривні;
- золотник Китайка привіз виготовлену зі срібла пам'ятну таблицю (вагою 2 гривні), 1 лут (пол. łut), які були паломниками завезені до кляштору Підкаменя в червні цього року;
- видано 6 золотих для круцифіксу (розп'яття), яке виготовлялося в Язловці.[3]

1655 року:
- муляр Валентій із Чернелиці з помічниками виготовив кам'яні хрестильницю, кропильницю;
- дерев'яне накриття хрестильниці виконав столяр П'ясецький;
- бучацький майстер Марцін виготовив багато різьблену скриню (вартістю 50 злотих, встановлена 1656 року).

1665 року:
- костел консекровано (освячено);
- вівтар, ікона Матері Божої Рожанцевої декоровані[5] двома великими срібними пластинами з труни воєводини брацлавської Зоф'ї (?) Потоцької (очевидно, першої дружини власника міста Яна Потоцького);
- вівтар Матері Божої Рожанцевої оздоблений 2-ма срібними таблицями як дар прочан з Бучача, Язловця (свідчить про культ ікони).

1676 року зі Львова привезено клейноди, коштовності. 1708 року літургійне начиння складалося тільки з двох позолочених чаш (напевно, мідних), решта предметів були з олова, оздоблення ікони Матері Божої — набагато скромніші, ніж перед нападами турків, татар 1670-х років, московитів під час Північної війни. 1721 року була канонічна візитація. 1739 року архітектор Ян виконав проект захристя, приготовано камінь для його будівництва.
Вівтар, де був чудотворний образ (ікона), виготовлений коштом власника міста Миколи Василя Потоцького (з тилу була дата 1775 р.); його встановлено після пожежі 1774 року.
Під час візитації 1810 року в храмі існувало 5 вівтарів. 1872, 1876, 1877, 1879 років стан костелу був незадовільним. 1886 року архітектор Джованні Феррарі з Монастириськ виготовив проєкт надбудови вежі. 1889 року майстер Вольф Гайбер зі Львова виконав накриття вежі та всього костелу бляхою. Під час Першої світової війни московити забрали три дзвони, дзвіночки, свічники, срібний годинник. Нові дзвони виготовлені 1927 року Фельчинськими в Калуші. 1933 року стан костелу був поганим, 1934 року сталасяла пожежа, яку загасили польські вояки, що перебували в місті.
Костел після повернення його парафіянам РКЦ освятив Маркіян Трофим'як.

## Опис
Розташовується в центрі містечка. Костел однонавний, нава трипряслова. З боків нави є дві каплиці: ліва — Розп'яття Христового, права — святого Домініка). Презбітерій повернений на південний захід, мурований з каменю, тинькований, двопресловий. Перед навою є масивна, квадратна в плані вежа, яка має крухту, на 2-му поверсі приміщення на запліччі хору музичного. В північно-східному куті, поміж вежею та навою, є циліндрична сходова клітка, що веде на вежу і стрих. З правого боку презбітерію просторе прямокутне захристя, яке складається з двох приміщень, із невеликим передсінком з північного заходу. Стіни нави, презбітерію без артикуляції. Розписи костелу виконані кимось із братів Строїнських — Марціном чи Станіславом.

## Проблематика мистецька
А. Чоловський, Богдан Януш вважали костел цікавою пам'яткою готики XVII ст. Ян К. Островський вказує на певну схожість із Костелом Святої Трійці в Підгайцях, Троїцьким костелом (1611—1634) у Янові Теребовельському, Кінґа Блашке вказує на певну схожість із костелом святого Лаврентія в Тайкурах на Волині. Пйотр Красний висловив гіпотезу (через родинні зв'язки Потоцьких і Могил) про схожість із церквою Спаса на Берестові Київ, яка була відбудована в 1638—1640 роках при митрополиті Петрові Могилі. За даними Пйотра Красного, автором перебудови церкви Спаса на Берестови був італійський архітектор Оттавіяно Манчіні (є записи від 1637—1638 років про його службу в Петра Могили). Тому, із застереженнями, йому можна приписати участь у будівництві костелів Золотого Потоку, Підгаєць. Ян Антоневич-Болоз припускав, що автором розписів міг бути Станіслав Строїнський. Однак Збігнев Горнунг уважав, що це робота менш талановитого майстра.

## Усипальниця
У крипті храму були, зокрема, поховані: фундатор Стефан, Якуб (староста генеральний подільський) і Ян Потоцькі.